# Strázsa-tetői-barlang
A Strázsa-tetői-barlang a Duna–Ipoly Nemzeti Parkban lévő Pilis hegységben, a Nagy-Strázsa-hegyen található egyik barlang.

## Leírás
Esztergom-Kertváros városrészben, a Dorog mellett található Nagy-Strázsa-hegy (Strázsa-hegy) tetején helyezkedik el a barlang. A Strázsa-hegyi-barlang hegytetőre nyíló bejáratától É-ra kb. 10 m-re van a Strázsa-tetői-barlang bejárata. Az ásott lyuk egy része agyagos kőtörmelékben, másik része pedig oldott kőtömbök és szálkő között van. A kiásott törmelék sárga, vörösesbarna árnyalatú. Két ágra ágazik el a 7,5 m hosszú barlang. Az egyik ág száraz, a másik viszont nedves. A barlang engedély nélkül, barlangjáró alapfelszerelés használatával járható.

## Kutatástörténet
1997. május 29-én Regős József mérte fel a barlangot, majd 1997. május 31-én a felmérés alapján Kraus Sándor szerkesztette meg a barlang alaprajz térképét és 2 keresztmetszet térképét. A három térképen 1:50 méretarányban van bemutatva a barlang. Az alaprajz térképen látható a 2 keresztmetszet elhelyezkedése a barlangban. 1997. május 29-én Kraus Sándor rajzolt helyszínrajzot, amelyen a Kis-Strázsa-hegy, Középső-Strázsa-hegy és Nagy-Strázsa-hegy barlangjainak földrajzi elhelyezkedése van ábrázolva. A rajzon látható a Tetői névvel jelölt Strázsa-tetői-barlang földrajzi elhelyezkedése. Kraus Sándor 1997. évi beszámolójában az olvasható, hogy az 1997 előtt ismeretlen Strázsa-tetői-barlangnak 1997-ben készült el a térképe. A jelentésbe bekerült az 1997-ben rajzolt helyszínrajz.